# Запеклево
Запеклево (рос. Запеклево) — присілок в Опочецькому районі Псковської області Російської Федерації.
Населення становить 54 особи. Входить до складу муніципального утворення Пригородна волость.

## Історія
Від 2015 року входить до складу муніципального утворення Пригородна волость.

## Населення
| 2001 | 2002 | 2010 | 2013 | 2014 | 2015 | 2016 |
| ---- | ---- | ---- | ---- | ---- | ---- | ---- |
| 68   | ↘63  | ↘30  | ↗49  | →49  | ↘46  | ↗54  |